# Enrico Mantovani
Enrico Mantovani (Genova, 3 maggio 1962) è un imprenditore e dirigente sportivo italiano.

## Biografia

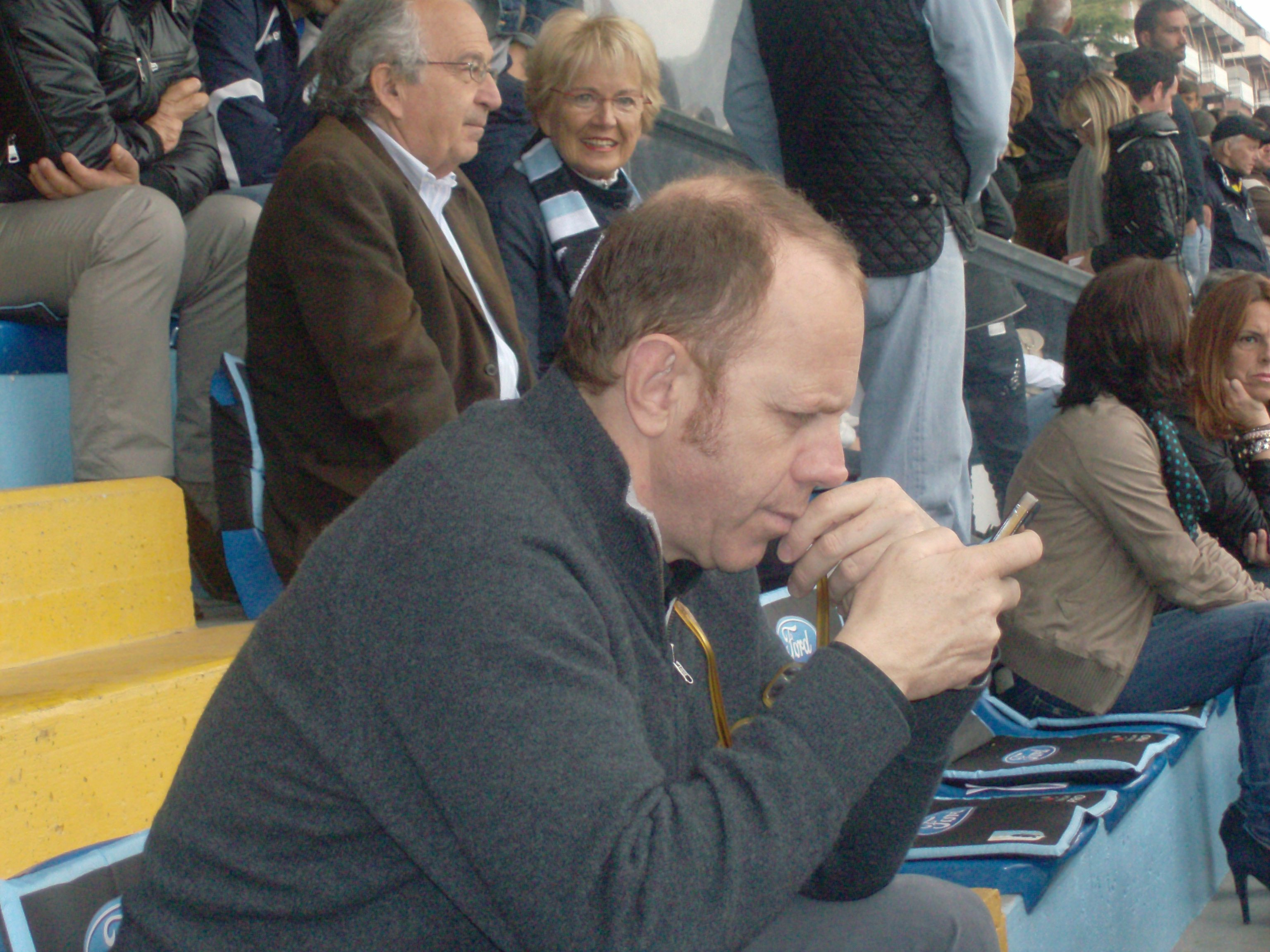
Enrico Mantovani

Figlio dell'imprenditore petrolifero Paolo Mantovani, storico proprietario e presidente della Sampdoria, sostituì nel dicembre 1993 in tale ruolo il padre, scomparso circa due mesi prima, e vi rimase fino al giugno del 2000. Da dirigente, sulla scia di quanto avviato dal padre, cercò di promuovere una revisione del sistema calcistico, a suo dire ormai tramutato in un mondo di solo business a cui d'altronde seppe adeguarsi, e parlò esplicitamente di "doping amministrativo", ritenendo che una politica di investimenti eccessivi a fronte di un passivo gestionale andasse considerata alla stregua del doping. Ebbe modo di scontrarsi con Luciano Moggi, direttore generale della Juventus, opponendosi alla richiesta di Moggi di prendere parte ad una riunione dei presidenti della Lega Calcio.
Sotto la sua presidenza, la squadra, modellata l'estate precedente dal padre nella sua ultima campagna acquisti, conquistò, al termine della stagione 1993-94, la quarta Coppa Italia della sua storia.
Nonostante diversi acquisti di campioni affermati, come Jürgen Klinsmann e Giuseppe Signori, e giovani talenti, tra i quali Enrico Chiesa e Vincenzo Montella, la sua presidenza fu caratterizzata da un notevole ridimensionamento dei successi della squadra. Al termine della stagione 1996/1997, che vide la Sampdoria qualificarsi per la prima volta nella sua storia alla Coppa UEFA, uno dei giocatori simbolo della compagine per 15 stagioni, Roberto Mancini, si trasferì a costo zero alla Lazio insieme all'allenatore Sven-Göran Eriksson. Il 16 maggio 1999, a seguito del pareggio per 2-2, conseguito contro il Bologna allo Stadio Dall'Ara, la Sampdoria retrocesse in Serie B dopo 17 anni consecutivi di permanenza in Serie A. L'anno seguente, al culmine di pesanti contestazioni dovute al fallimento dell'obiettivo dell'immediato ritorno nella massima categoria, Mantovani lasciò la presidenza a Enzo Garufi, rimanendo tuttavia proprietario della società, ceduta poi due anni dopo a Riccardo Garrone.
Dopo l'uscita della sua famiglia dal settore petrolifero e calcistico, si dedicò agli investimenti finanziari: fu titolare di un'impresa di consulenze e presidente dell'Associazione San Michele Valore Impresa. 
Enrico Mantovani vive tra Ginevra e il Tigullio ed è sposato ed è fratello di Francesca Mantovani (organizzatrice di viaggi, nata nel 1960), Filippo Mantovani (nato nel 1966 e scomparso nel 2020, team manager della Samp nel 1995-1996 e talent scout a Barcellona) e Ludovica (organizzatrice di eventi ed ex responsabile marketing della Samp, nata nel 1971).
Nell'aprile 2021 è stato eletto presidente del Comitato regionale della Federazione Italiana Rugby della Liguria.

## Curiosità
- Mantovani, oltre ad essere appassionato di calcio e tifoso della Sampdoria, è anche un tifoso e giocatore di rugby e gioca nella squadra di rugby amatoriale di Genova "Cavalieri di San Giorgio", che raccoglie i veterani del rugby ligure[5].
- A partire dagli anni 2011-2012 segue regolarmente la Virtus Entella, squadra di Chiavari che a partire da tale periodo è emersa calcisticamente a livello nazionale dopo molti anni trascorsi nei campionati di categoria inferiore.[6]